# Sukamukti (Cikijing)
Sukamukti is een bestuurslaag in het regentschap Majalengka van de provincie West-Java, Indonesië. Sukamukti telt 4137 inwoners (volkstelling 2010).